# Blue Earth megye
Blue Earth megye az Amerikai Egyesült Államokban, azon belül Minnesota államban található. Megyeszékhelye és legnagyobb városa Mankato. Lakosainak száma 69 112 fő (2020. április 1.). Blue Earth megye Nicollet, Faribault, Le Sueur, Waseca, Martin, Watonwan és Brown megyékkel határos.

## Népesség
A megye népességének változása:
| Lakosok száma | 64 069 | 64 318 | 65 041 | 65 528 | 65 787 | 69 112 |
|               | 2010   | 2011   | 2012   | 2013   | 2015   | 2020   |